# Ensemble Hammelburger Straße (Euerdorf)

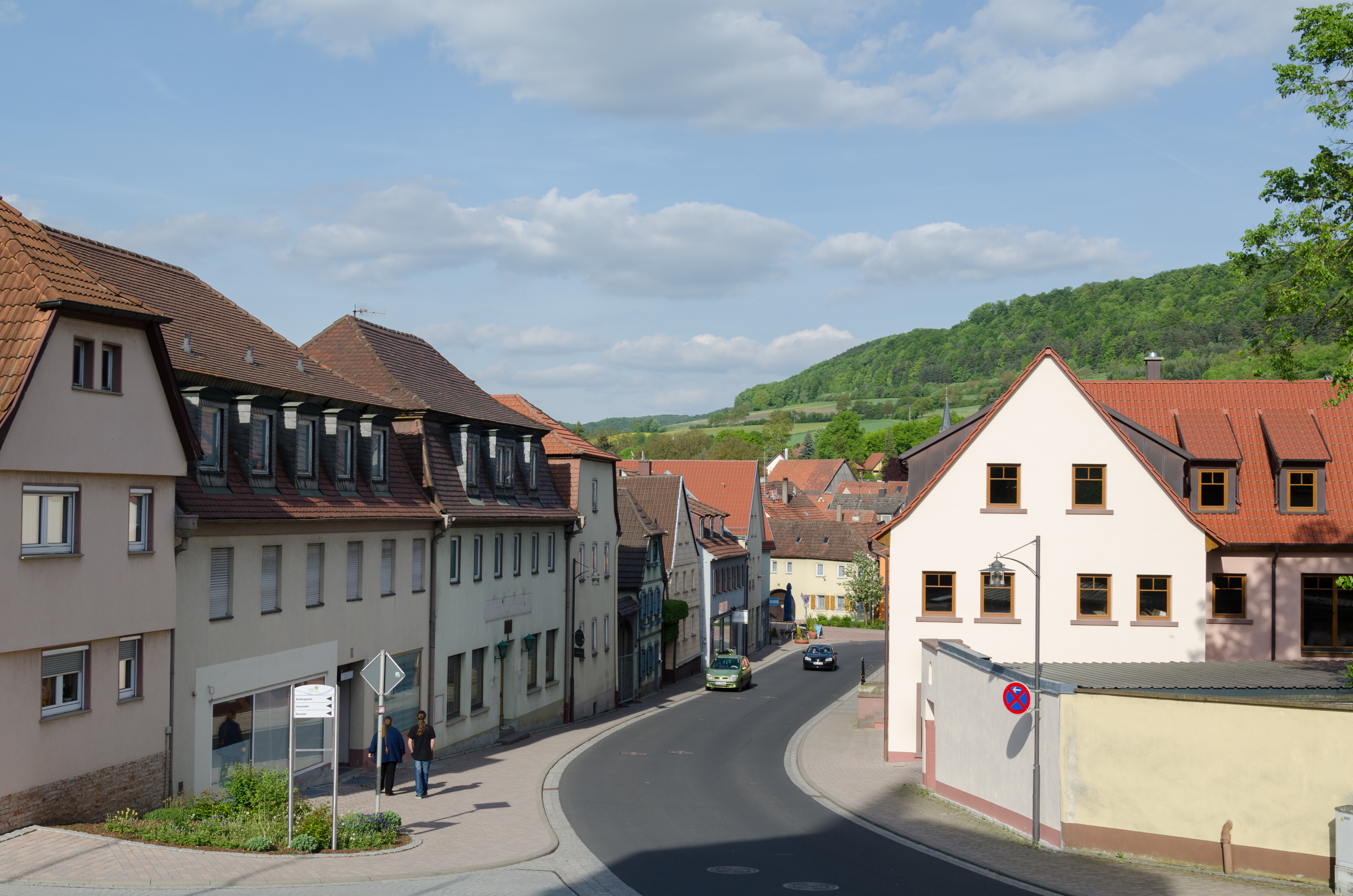
Hammelburger Straße in Euerdorf

Das Ensemble Hammelburger Straße in Euerdorf, einer Marktgemeinde im unterfränkischen Landkreis Bad Kissingen in Bayern, ist ein Bauensemble, das unter Denkmalschutz steht. 
Die vom Marktplatz ausgehende Ausfallstraße nach Hammelburg führt in leichter Steigung auf den nachgotischen Chor der katholische Pfarrkirche St. Johannes der Täufer zu. 
Die Hammelburger Straße ist mit Wohnhäusern und kleinen Bauernhöfen in geschlossener Reihung bebaut. Die durchweg zweigeschossigen, teils trauf-, teils giebelständigen Häuser haben verputzte Fachwerkobergeschosse und stammen meist aus dem 18./19. Jahrhundert.